# Erromenus zonarius
Erromenus zonarius là một loài tò vò trong họ Ichneumonidae.